# 알바니아의 경제
알바니아의 경제는 자유 시장의 원칙에 따라 중앙 집권 경제에서 시장 기반 경제로의 전환 과정을 거쳤다. 알바니아는 북대서양 조약 기구 (NATO), 세계무역기구 (WTO), 유럽 안보 협력 기구 (OSCE), 흑해 경제 협력 기구 (BSEC)의 회원국이다.
알바니아의 경제는 서비스업 (54.1%), 농업업 (21.7%), 공업업 (24.2%)에 기반을 두고 있다. 농업, 식품 가공, 목재, 석유, 시멘트, 화학, 광업, 기초 금속, 수력 발전, 관광, 섬유 산업, 석유 추출이 주요 산업이다. 가장 강한 분야는 에너지, 광업, 야금업, 농업, 관광업이다. 주요 산업 수출품은 의류, 크롬이다.
관광업은 특히 여름철에 국가 수입의 중요한 원천이 되어왔다. 연간 510만 명 이상의 관광객이 관광을 통해 15억 유로 이상의 수익을 창출하고 있다.

## 역사
1990년 공산 정권이 붕괴된 이후 알바니아는 이탈리아와 그리스로 난민 대이동을 경험했다. 그 나라는 폐쇄경제로의 전환을 시도했고, 결국 성공했다. 개혁 시도는 실질 GDP가 1989년 정점에 비해 50% 이상 감소한 이후 1993년 초에 본격적으로 시작되었다. 알바니아는 현재 높은 조직범죄와 높은 부패율로 고통 받고 있다.
1992년 4월에 취임한 민주적으로 선출된 정부는 경제 악화를 막고 국가를 시장경제로의 길로 이끌기 위해 야심찬 경제 개혁 프로그램을 시작했다. 주요 요소로는 가격 및 교환 시스템의 자유화, 재정 통합, 통화 억제, 확정 소득 정책이 포함되었다. 이것들은 민영화, 기업, 금융 부문 개혁을 포함한 포괄적인 구조 개혁과 시장 경제와 민간 부문의 활동을 위한 법적 틀의 창조로 보완되었다. 대부분의 농업, 주택, 소규모 산업은 민영화되었다. 이러한 경향은 운송, 서비스, 중소기업의 민영화와 함께 계속되었다.
1995년, 정부는 국영 대기업들을 민영화하기 시작했다. 1990년대 초 저점에 도달한 후, 경제는 천천히 다시 성장하여 10년 말에 1989년 수준에 도달하였다.

## 도전 및 해결책
알바니아의 개혁은 제한된 행정 능력과 낮은 소득 수준에 의해 제약을 받고 있으며, 이는 인구를 실업, 물가 변동 및 소득에 부정적인 영향을 미치는 다른 변수에 특히 취약하게 만든다. 경제는 해외에서 일하는 일부 노동자들의 송금에 의해 계속해서 힘을 얻고 있다. 이러한 송금은 GDP를 보충하고 대규모 해외 무역 흑자를 상쇄하는 데 도움이 된다. 대부분의 농경지는 1992년에 민영화되었고, 농민 소득은 크게 향상되었다. 1998년 알바니아는 1997년 GDP의 0.8% 하락을 회복했고 1999년에는 79%까지 성장하였다. 국제 원조는 코소보 전쟁으로 인한 높은 난민 수용 및 귀환 비용을 해소하는 데 도움을 주었다. 외부로부터의 대규모 투자는 여전히 열악한 인프라, 완전한 기능을 갖춘 은행 시스템의 부족, 검증되지 않았거나 불완전하게 개발된 투자, 세금 및 계약법, 그리고 주도권을 저해하는 지속적인 사고방식으로 인해 방해를 받고 있다.

## 사회 기반 시설

### 교통

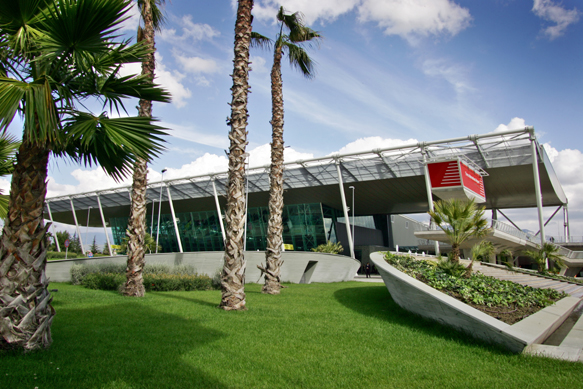
너너테레사 티라나 국제공항은 발칸반도에서 10번째로 붐비는 공항으로 연간 200만 명 이상의 승객을 수송한다.

교통은 지난 20년 동안 사회 기반 시설을 크게 현대화하면서 상당한 변화를 겪었다. 도로 인프라, 철도, 도시, 공항 교통의 개선은 모두 교통의 엄청난 발전으로 이어졌다. 이러한 업그레이드는 지난 10년간 건설 산업에 크게 의존하게 된 알바니아 경제를 지탱하는 데 핵심적인 역할을 했다.
알바니아의 고속도로망은 2000년대에 걸쳐 광범위하게 현대화되었으며, 그 중 일부는 아직도 건설 중에 있다. 알바니아에는 A1, A2, A3 등 총 3개의 주요 자동차 도로가 있다. 모든 도로가 완공되면 알바니아는 759km의 고속도로를 건설하게 된다. 너너테레사 티라나 국제공항은 티라나를 방문하는 유일한 항공 여행객 입국항이다. 알바니아의 로마 가톨릭 수녀이자 선교사 테레사 수녀의 이름을 따서 지어졌다. 1990년대 초반부터 승객 수와 항공기 이동이 급격히 증가했다. 오늘날, 공항은 연간 220만 명 이상의 승객을 처리하고 있다. 게다가, 알바니아는 주로 관광업을 서비스할 두 개의 공항을 건설할 계획이다.

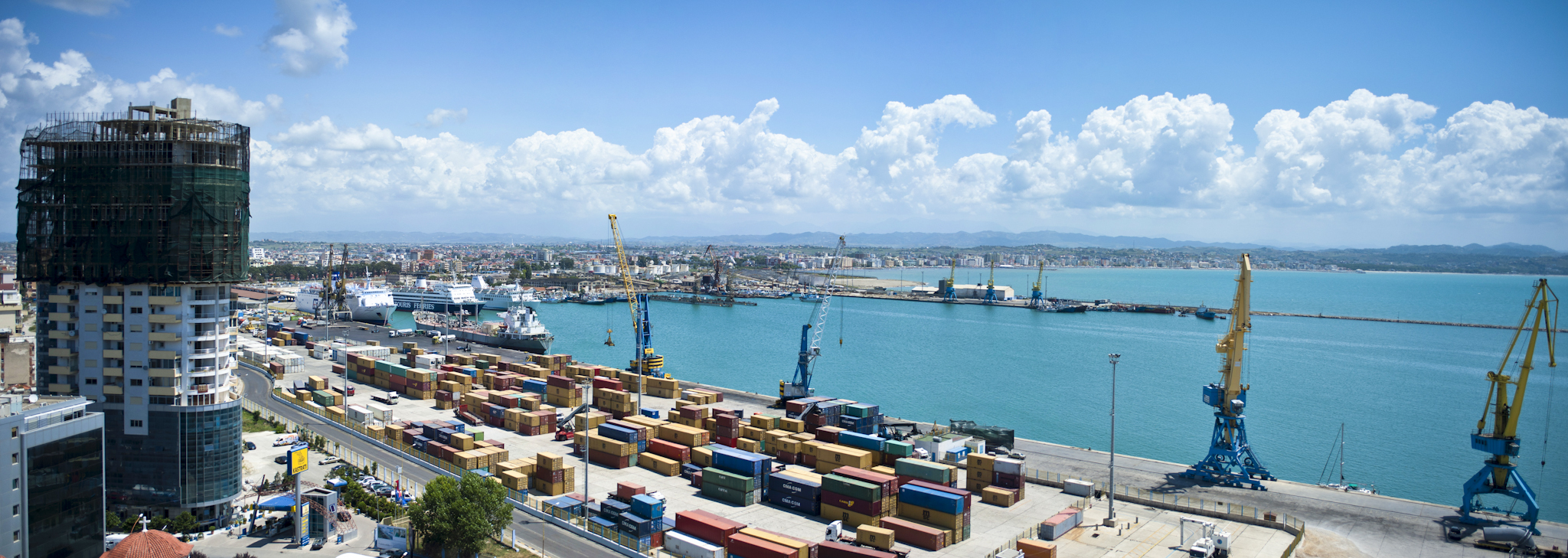
두러스는 알바니아에서 가장 번화한 항구이며 아드리아해와 이오니아해에서 가장 큰 항구 중 하나이다.

가장 붐비고 가장 큰 항구는 두러스 항이다. 2014년 기준으로 이 항구는 아드리아해와 이오니아해에서 가장 큰 여객 항구 중 하나이며 연간 승객 수는 약 150만 명이다. 다른 항구로는 블로러, 사란더, 셍진이 있다. 이 항구는 크로아티아, 그리스, 이탈리아의 여러 도시와 연락하는 페리 시스템을 갖추고 있다.

### 석유
알바니아는 발칸반도에서 두 번째로 많은 석유 매장량을 보유하고 있으며 유럽에서 가장 많은 석유 매장량을 보유하고 있다. 2013년 기준 원유 생산량은 120만 톤으로 캐나다 뱅커스 페트롤이 106만 톤, 캐나다 스트림 오일이 87,063톤, 알베트롤이 37,406톤을 기록했다. 나머지는 3개의 외국 회사가 생산했다. 알바니아의 석유 개발은 80년 전인 1928년 쿠초바 유전에서 시작되었으며, 1년 후 사암 저수지의 파토스에서 지속적으로 증가하고 있었다. 알바니아의 석유 생산량은 지속적으로 증가하고 있었다. 1929년부터 1944년까지와 1945년부터 1963년까지의 총 생산량은 사암 저장소에서만 이루어졌고 1963년 이후에는 탄산염 저장소에서 생산되었다. 1963년까지 사암에서 400 974 649톤의 기름이 생산되었다.
알바니아의 석유와 가스는 엄격한 규제에도 불구하고 경제에서 가장 유망한 부문이다. 탐사 및 수탈에 관한 공공의 독점적 권리와 통제, 책임을 민간으로 전환한 개혁의 시작을 알리는 90년대 초부터 외국인 투자자들을 끌어들였다. 석유와 가스 매장량은 알바니아 정부의 재산으로 남아 있으며, 석유의 평가, 탐사, 생산, 정제/가공, 운송에 관한 권리를 부여하고 있다. 2016년 3월 중국 지오제이드 석유 계열사들이 파토스마린제와 쿠초바의 유전 개발을 위해 캐나다 회사로부터 시추권을 구입했다. 그들은 3억8460만 유로를 지불했는데, 이는 공정 가속화에 대한 관심을 나타낸 것으로 보인다.